# Anime nere
Anime nere är en italiensk-fransk kriminaldramafilm från 2014 i regi av Francesco Munzi.

## Utmärkelser
Filmen vann David di Donatello för bästa film 2015.

## Roller (urval)
- Peppino Mazzotta – Rocco
- Marco Leonardi – Luigi
- Fabrizio Ferracane – Luciano
- Barbora Bobulová – Valeria, Roccos fru
- Anna Ferruzzo – Antonia, Lucianos fru
- Aurora Quattrocchi – Rosa